# NGC 430
NGC 430 là một thiên hà hình elip loại E: nằm trong chòm sao Kình Ngư. Nó được phát hiện vào ngày 1 tháng 10 năm 1785 bởi William Herschel. Nó được Dreyer mô tả là "mờ nhạt, rất nhỏ, tròn, rất đột nhiên ở giữa sáng hơn giống như ngôi sao".